# Fatehabad (Uttar Pradesh)
Fatehabad es una ciudad de la India, se encuentra ubicada en el estado de Uttar Pradesh, perteneciendo al distrito de Agra.

## Historia
Fatehabad fue fundada por el gobernante mogol Aurangzeb después de su victoria sobre su hermano Dara Shikoh el 29 de mayo de 1658. El Badshahi Bagh de Aurangzeb se encuentra a unos 3 km de Fatehabad. Más tarde, Fatehabad fue el establo del rey de Maratha Daulat Rao Sindhia (1794-1827) que gobernó Gwalior. El nombre histórico de la ciudad es Samugarh.

## Descripción
Esta ciudad se encuentra a una distancia de 35 km de Agra. De acuerdo al censo del año 2001, la ciudad contaba con 19.318 habitantes (10.432 varones y 8.886 mujeres). La economía de esta localidad está determinada por la agricultura, destacándose los siguientes productos: trigo, maíz, papa, tomate, cebolla, zanahoria, Mung,  Rajma y mostaza entre otros.